# Chachala
Chachala är en ort i Mexiko.   Den ligger i kommunen Tlanchinol och delstaten Hidalgo, i den sydöstra delen av landet, 180 km norr om huvudstaden Mexico City. Chachala ligger 1 406 meter över havet och antalet invånare är 383.
Terrängen runt Chachala är kuperad åt sydväst, men åt nordost är den bergig. Chachala ligger uppe på en höjd. Runt Chachala är det ganska glesbefolkat, med 48 invånare per kvadratkilometer. Närmaste större samhälle är Tlanchinol, 4,8 km nordost om Chachala. I omgivningarna runt Chachala växer i huvudsak städsegrön lövskog.